# برناردینو ماچادو
برناردینو ماچادو (انگلیسی: Bernardino Machado؛ ۲۸ مارس ۱۸۵۱ – ۲۹ آوریل ۱۹۴۴) یک سیاست‌مدار اهل پرتغال بود.